# 顶枝学说
顶枝学说（Telomtheorie），是由瓦尔特·齐默尔曼（Walter Zimmermann）于1930年提出的，描述早期陆生植物形态的进化以及叶的起源的一种学说。它主要解释了无叶、无真根的原始陆生植物进化为具有完整根、茎、叶的陆生植物的过程。

## 简介
原始的陆生植物都是二叉分枝的（Dichotomie）。齐默尔曼以莱尼蕨为例，把原始陆生植物的孢子体分为顶枝和中干。顶枝(Telom)是植物末端二分叉出去的一段茎，而中干(Mesom)是连续两个分叉节点之间的一段茎。植物在生长的过程中，顶枝顶端分生出新的顶枝，原有的顶枝演变成了中干。有的顶枝在顶端形成了孢子囊，称为能育顶枝，其余的则为不育顶枝。齐默尔曼认为，这样一种原始的分枝结构通过五个过程进化成为了具有根、茎、叶及孢子囊的复杂结构：

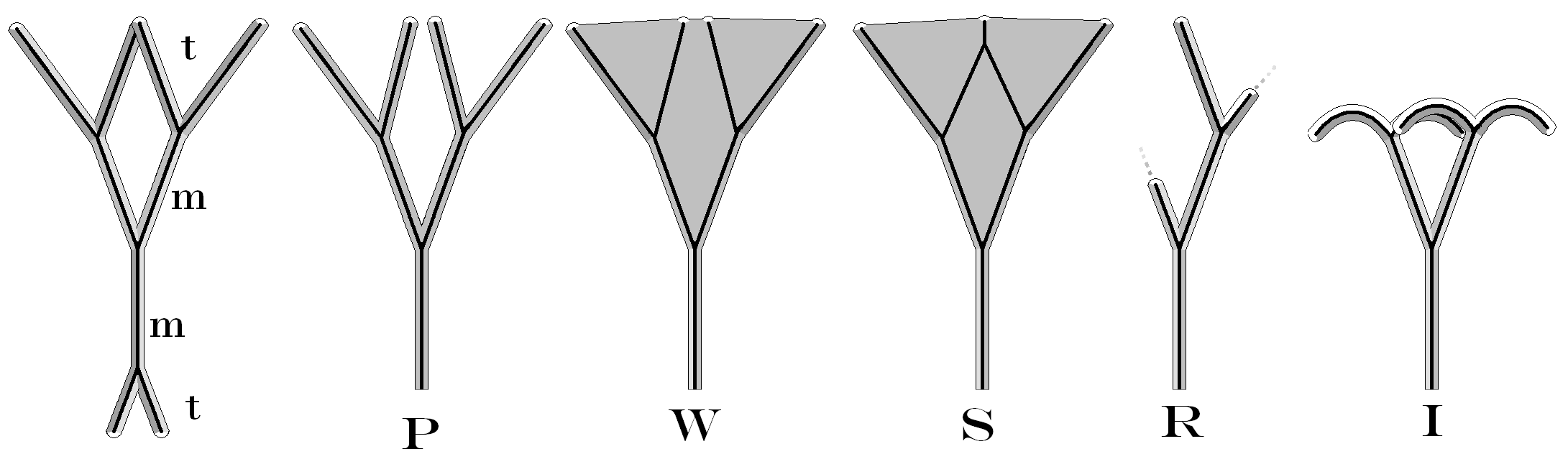

1. 耸出(Übergipfelung)：原始的二叉分枝结构中，两个分叉出的顶枝束是大小、形态相似的。在耸出的过程中，其中一束变长变粗而演化成主轴，相应地，另外一束缩短成为侧枝。
2. 扁化(Planation)：原本朝向空间不同方向的顶枝在演化的过程中逐渐生长到同一个平面上。
3. 蹼化(Verwachsung)：位于同一平面内的各个顶枝以及中干被由薄壁细胞组成的一层组织连接到一起，形成一个独立的器官。大型叶的叶肉就是这样形成的。在小型叶的进化过程中则没有这一步。
4. 退化(Reduktion)：在耸出的过程中缩短的侧枝进一步退化，失去所有的次级分叉而形成一个单独的顶枝。因此小型叶的叶脉不具有分叉。
5. 弯曲(Einkrümmung)：独立的能育顶枝向下弯曲。

经过多年的修改和完善，齐默尔曼的顶枝学说是迄今为止解释现代陆生植物形态起源的一个较好的学说，许多早期陆生植物的化石也支持齐默尔曼的学说。在小型叶的形成方面，突出学说（Enationstheorie）提出了另一种解释并有一些松叶蕨类植物形态作为证据。但突出学说并不能解释大型叶的形成。